# Cattedrali in Costa Rica
Questa è una lista delle cattedrali in Costa Rica.

## Cattedrali cattoliche
| Cattedrale                            | Arcidiocesi o Diocesi                 | Località                 | Dedicazione             | Immagine |
| ------------------------------------- | ------------------------------------- | ------------------------ | ----------------------- | -------- |
| Cattedrale di San Giuseppe            | Arcidiocesi di San José de Costa Rica | San José                 | San Giuseppe            |          |
| Cattedrale della Vergine del Pilar    | Diocesi di Alajuela                   | Alajuela                 | Vergine del Pilar       |          |
| Cattedrale della Madonna del Carmine  | Diocesi di Cartago (Costa Rica)       | Cartago                  | Madonna del Carmine     |          |
| Cattedrale di San Carlo Borromeo      | Diocesi di Ciudad Quesada             | Quesada                  | San Carlo Borromeo      |          |
| Cattedrale del Sacro Cuore di Gesù    | Diocesi di Limón                      | Limón                    | Sacro Cuore di Gesù     |          |
| Cattedrale della Madonna del Carmine  | Diocesi di Puntarenas                 | Puntarenas               | Madonna del Carmine     |          |
| Cattedrale di Sant'Isidoro lavoratore | Diocesi di San Isidro de El General   | San Isidro de El General | Sant'Isidoro lavoratore |          |
| Cattedrale di Sant'Antonio            | Diocesi di Tilarán-Liberia            | Tilarán                  | Sant'Antonio            |          |
| Cattedrale dell'Immacolata Concezione | Diocesi di Tilarán-Liberia            | Liberia                  | Immacolata Concezione   |          |